# Świerkosze nad Kościołem
Świerkosze nad Kościołem – część wsi Stryszawa w Polsce położona w województwie małopolskim, w powiecie suskim, w gminie Stryszawa.
W latach 1975–1998 Świerkosze nad Kościołem położone były w województwie bielskim.